# Оболенский-Белый, Алексей Андреевич
Алексе́й Андре́евич Оболе́нский-Бе́лый (20 мая 1684 — 20 января 1760) — князь, смоленский губернатор (1740—1741), архангельский губернатор (1741—1743).
Представитель рода Оболенских-Белых. Сын новгородского губернатора Андрея Никифоровича Оболенского-Белого.

## Биография
До 30-х гг. XVIII века находился на военной службе, потом перешел на статскую. Из майоров пожалован в Обер-Кригскомиссары подполковничьего ранга (09 марта 1727). Произведён в ранг полковника (1728). Купил имение в Нижегородском уезде (1730). В чине статского советника, назначен кригскомиссаром (февраль 1736).
Находился на вице-губернаторской должности в Архангельской губернии (1737-1740).
Действительный статский советник  (с октября 1740). Губернатор в Смоленске (ноябрь 1740 - январь 1741). После недолгого губернаторства в Смоленске и возвращения в Архангельск князю Оболенскому было велено явиться в Правительствующий сенат.
Назначенный на его место новый архангельский губернатор навлек на себя неудовольствие императрицы Елизаветы Петровны, и поэтому Оболенский, не успевший к тому времени покинуть Архангельск, был оставлен на своей должности. Уволен с поста архангельского губернатора (1743). Купил двор в Москве в Сивцовом вражке (1648).
Князь Алексей Андреевич Оболенский-Белый скончался 20(31) января 1760 года и погребён в Новоспасском монастыре в Москве.

## Семья
Женат на Анне Васильевне Приклонской (2.02.1699—30.03.1759), дочери бригадира Василия Ивановича Пpиклонского († 1726) и Ульяны Юpьевны Есиповой († 1740), от брака с которой имел 3 дочерей и одного сына:
- Надежда (1722—?), девица (в 1755).

- Екатерина (23.10.1726—3.12.1791), умерла девицей.

- Мария (1731—?), умерла девицей.

- Николай (19.10.1731–22.12.1797), гвардии подпоручик. Советник Рязанской Казенной Палаты.

Внучка Алексея Андреевича, Анна Николаевна Оболенская (1782—1841), была матерью поэта  Д. В. Веневитинова.